# Thatcherismus

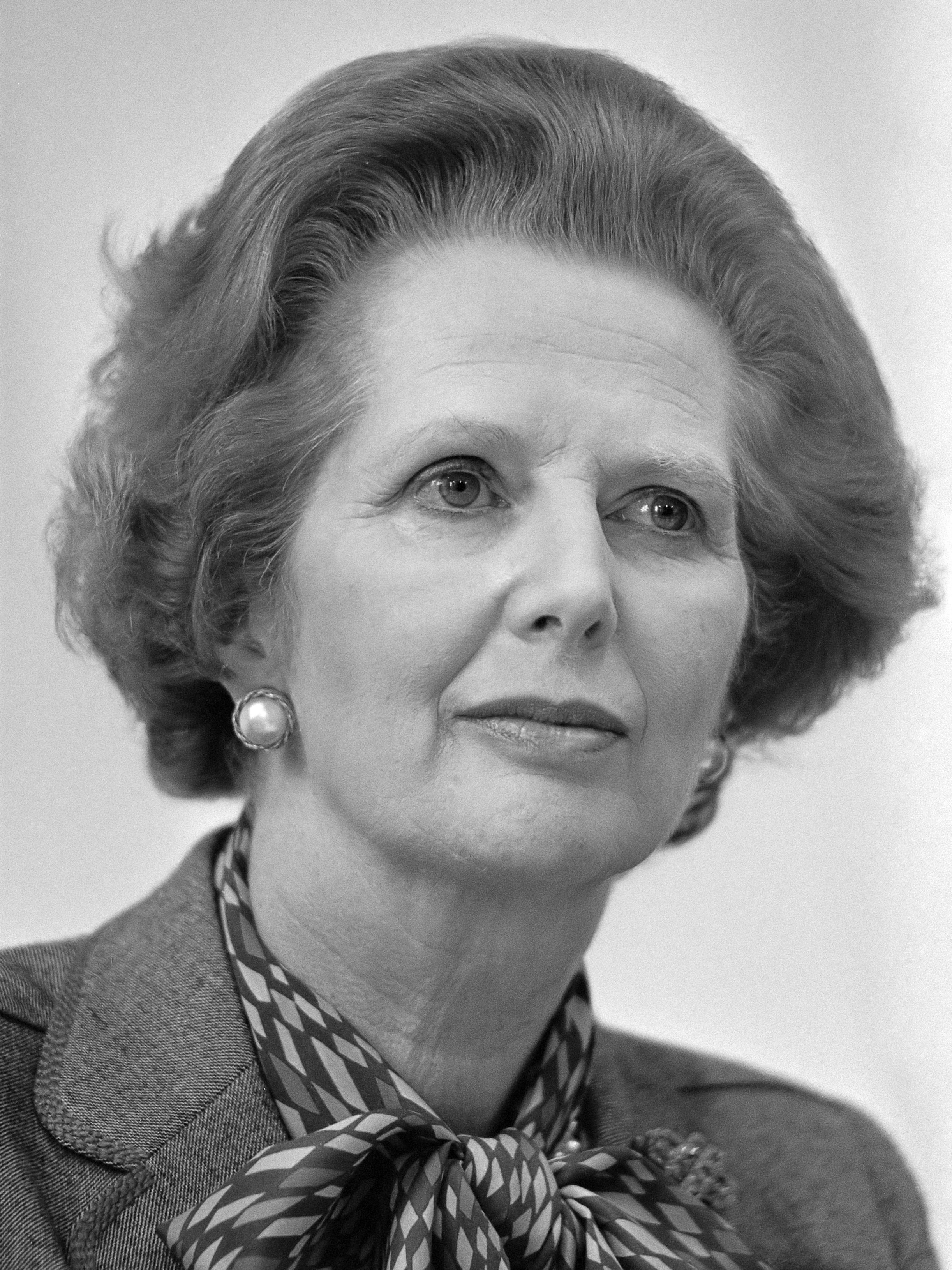
Margaret Thatcher

Thatcherismus ist die Bezeichnung für die Gesellschafts- und Wirtschaftspolitik von Margaret Thatcher, der britischen Premierministerin von 1979 bis 1990. Es handelte sich ursprünglich um einen von der marxistischen Linken propagandistisch verwendeten Begriff, der bereits vor Thatchers Regierungsantritt geprägt wurde. Später übernahmen Anhänger von Thatcher den Ausdruck und versahen ihn mit einer positiven Konnotation. Der Thatcherismus war keine geschlossene Theorie, sondern eine Praxis, die man weder mit dem Attribut konservativ noch mit dem Attribut liberal vollständig beschreiben kann.
Im Thatcherismus werden auch traditionelle Werte bzw. im britischen Kontext viktorianische Werte betont, die in Kontrast zur permissiven Gesellschaft stehen. Mehr als andere wichtige britische Politiker (mit Ausnahme Tony Blairs) zeigte Thatcher auch öffentlich ihren christlichen Glauben und betonte die aus ihrer Sicht zentrale Rolle des Christentums im nationalen Leben. Der Thatcherismus dient – in den Worten von Nigel Lawson – als politische Plattform für eine starke Betonung des freien Marktes, beschränkte Staatsausgaben und Steuersenkungen, gepaart mit britischem Nationalismus. Nigel Lawsons eigene Definition: „Freie Märkte, Finanzdisziplin, strenge Kontrolle über die öffentlichen Ausgaben, Steuersenkungen, Nationalismus, „viktorianische Werte“ (im Sinne einer Samuel Smiles-Hilf-dir-selbst-Variante), Privatisierung und ein Schuss Populismus.“

## Begriffsherkunft
Den Begriff Thatcherismus prägte der marxistische Soziologe Stuart Hall.

## Merkmale
Nach dem Soziologen Anthony Giddens, der selbst als Sozialdemokrat und Vordenker der Labour Party gilt, lässt sich der Thatcherismus durch folgende Aspekte charakterisieren:
| - schlanker Staat - autonome Zivilgesellschaft - „Marktfundamentalismus“ - autoritäre Moral in Verbindung mit ökonomischem Individualismus - der Arbeitsmarkt reguliert sich selbst wie jeder andere Markt - Hinnahme von sozialer Ungleichheit - traditioneller Nationalismus und/oder Patriotismus |  | - Sozialstaat als reines Sicherheitsnetz - lineare Modernisierung - schwach ausgebildetes ökologisches Bewusstsein - neorealistisches Denken in der internationalen Politik - Einbindung in den Ost-West-Gegensatz |

## Parallelen
In den USA wurde der Begriff Reaganomics – benannt nach dem US-Präsidenten Ronald Reagan – verwendet, der eine ähnliche Politik verfolgte.
Thatcher und Reagan verband eine persönliche Freundschaft, die sich in ihren gemeinsamen politischen Auftritten widerspiegelte. 2004 hielt Thatcher die Trauerrede auf Reagans Beisetzung; der frühere US-Präsident hatte sie noch zu Lebzeiten darum gebeten.

## Ergebnisse

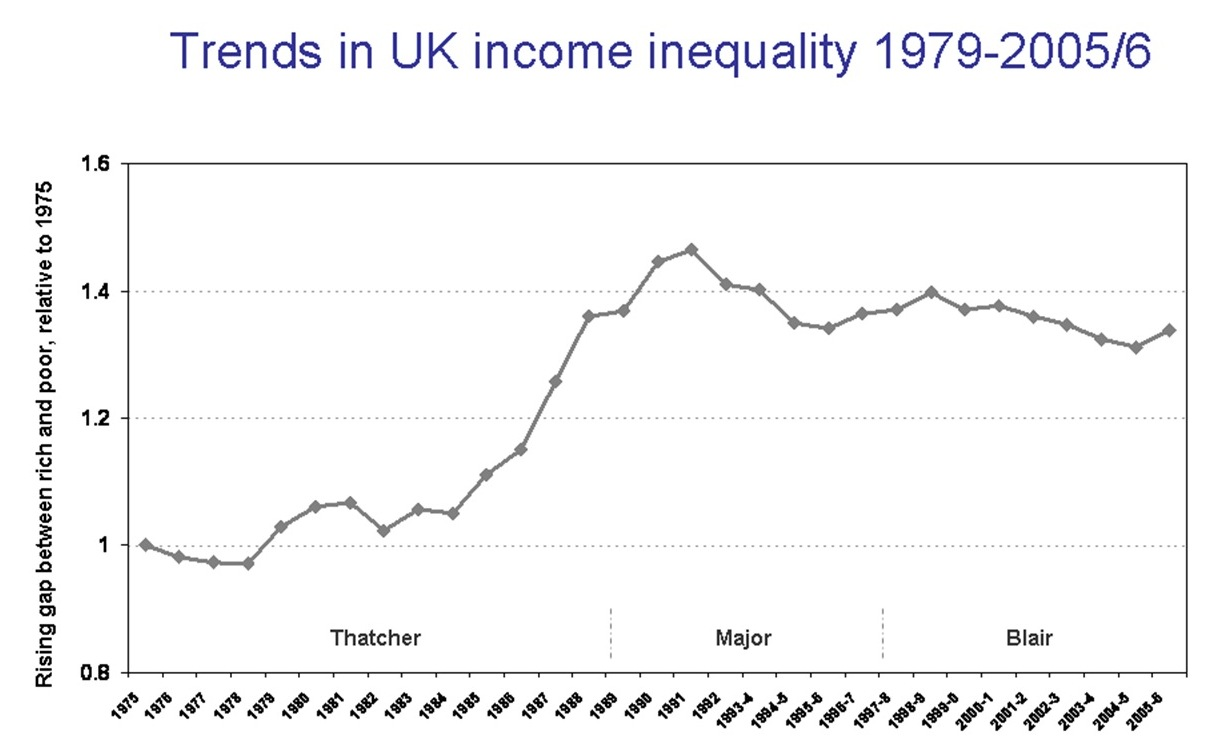
Trends der Einkommensungleichheit im Vereinigten Königreich national, daher entgegen dem internationalen Vergleich

Die Ereignisse unter der Gesellschafts- und Wirtschaftspolitik Margaret Thatchers wurden aufgrund ihrer folgenreichen Auswirkungen von verschiedenen Autoren bis ins 21. Jahrhundert analysiert und kommentiert. Zum einen primär von britischen Journalisten und Wissenschaftlern, zum anderen von äußeren Beobachtern und den Analysten unterschiedlicher politischer Ausrichtungen in Großbritannien.
Eine einzelne Analyse des sogenannten Thatcherismus aus dem Jahr 2020 durch Kevin Albertson und Paul Stepney sah wesentliche Ziele der Reformen als verfehlt bzw. sich sogar in das Gegenteil verkehrt an. Eine im Cambridge Journal of Economics veröffentlichte Studie zeigt, dass das Wachstum der Wirtschaft sich eher verlangsamte und das Geld, was durch die Ölförderung in der Nordsee hereinkam primär für den Weiterverkauf hereinkam, hatte sogar negative Auswirkungen (Holländische Krankheit).
- Verfügbares Einkommen

Die Wirtschaft wuchs um 2,27 % (zum Vergleich 1970–1974 ebenfalls eine konservative Regierung 2,59 %). Nur die unteren Einkommen mussten zwischen 1979 und 1990 einen Verlust von 0,29 % hinnehmen; während die Topeinkommen um 5,27 % stiegen. Dass das kein Gesetz ist, zeigte die nachfolgende und ebenfalls konservative Regierung unter John Major (1990–1997), wo die untersten Einkommen um 2,23 % und die Topeinkommen 0,77 % stiegen. Während der Thatcher-Jahre stieg die Verschuldung der Haushalte von 37 % des GDP im Jahr 1979 auf 73 % im Jahr 1990.
- Arbeitslosigkeit

Bei Beginn der Regierung Thatcher war die Arbeitslosenquote im Mai 1979 bei 4,2 %. 1990 lag sie bei 6,1 %. Betrachtet man nun die Zahl der Arbeitsplätze, so blieb diese zwischen 1970 und 2016 bemerkenswert konstant. Dies geschah auch aufgrund der geschaffenen Wirtschaftsinnovationen im Sektor der rohstoffverarbeitenden Gewerbe und der großen Dienstleistungsunternehmen, wie der nationalen Festtransportunternehmen. Seit den 1970ern fiel aber eine immer größer werdende Menge von Personen aus der Statistik heraus, die seit 2000 etwa konstant bei 2,5 Millionen bleibt.
- Hausbesitz

Ein großes Ziel war es, die Anzahl der Hausbesitzer zu steigern. Dazu wurde das Right to Buy eingeführt, so sollten Mieter ihre Wohnung kaufen können. Das führte kurzfristig tatsächlich zu einem Anstieg der Anzahl der Hausbesitzer. Hauskäufe werden allerdings in konservativen Marktwirtschaften seit der zweiten Hälfte des 19. Jahrhunderts ausschließlich mithilfe von Krediten getätigt. Die Gelder kamen aber im Wesentlichen der Zentralregierung zugute. Das wiederum führte zum Zusammenbruch des staatlichen Sozialen Wohnungsbaus, da die lokalen Behörden (local authorities) darin nur Nachteile fanden; zudem waren die begehrtesten Objekte schnell verkauft, so dass den lokalen Verwaltungen nur die Reste blieben. Da die Mieten schneller stiegen als das mittlere Einkommen, verdoppelte sich gleichzeitig der Bedarf an günstigen Wohnungen. Das wieder führt dazu, dass seit 1987 der staatliche Mietzuschuss schneller wächst als die Inflationsrate und immer mehr junge Leute bei ihren Eltern leben, da sie sich die Mieten nicht leisten können. Die britische Lebensweise folgt in traditionellen Familien einer Wohnlichkeit entgegen dem neuen, tendenziell mit wenigen Angehörigen im Zusammenleben stehenden Wohngemeinschaft. Die alte Form des britischen Familienlebens erlebt im 21. Jahrhundert unter den unter den sogenannten weak ties (schwachen Bindungen) einen negativen Wandel bis zur teilweisen Vereinsamung. Das hatte die Intervention der britischen Regierung und die Schaffung eines „Einsamkeitsministeriums“ in Großbritannien zur Folge.
- Privatisierung

Obwohl ursprünglich nur zur Überbrückung gedacht, verdiente die Regierung von 1980 bis 1996 ca. 80 Milliarden $US mit der Privatisierung. Die damit erhoffte Effizienzsteigerung und Investitionen fanden aber nicht in diesem Maß statt. Die größten Anteilseigner sind ironischerweise staatliche Investmentfonds – aus dem Ausland oder dem Commonwealth.
- Steuerreformen

Ein wesentliches Ziel der Regierung war es, die Steuern zu senken und so Kapital für Investitionen frei zu machen, die der Staat nicht mehr tätigen konnte. Am Beginn der Ära 1979 hatten die Steuern einen Anteil von 30,4 % am GDP; im Jahr 1990 nach den Reformen war der Anteil auf 30,9 % gestiegen. Gleichzeitig stiegen die Ausgaben des Staates zwischen 1979 und 1990 um 7,7 %. Die Gewinne aus dem Nordseeöl und der Privatisierung reichten gerade, um die zusätzliche Staatsverschuldung zu bremsen. Gleichzeitig stieg die Verschuldung der unteren Einkommen aber stark an, was zu einem weiteren Aufklappen der sozialen Schere führte. Die Realverschuldung verringerte sich bei den mittleren Einkommen durch das geschaffene Wohnungseigentum in der Bevölkerung hingegen langzeitlich.